# Friedhofskapelle (Westfriedhof Ingolstadt)

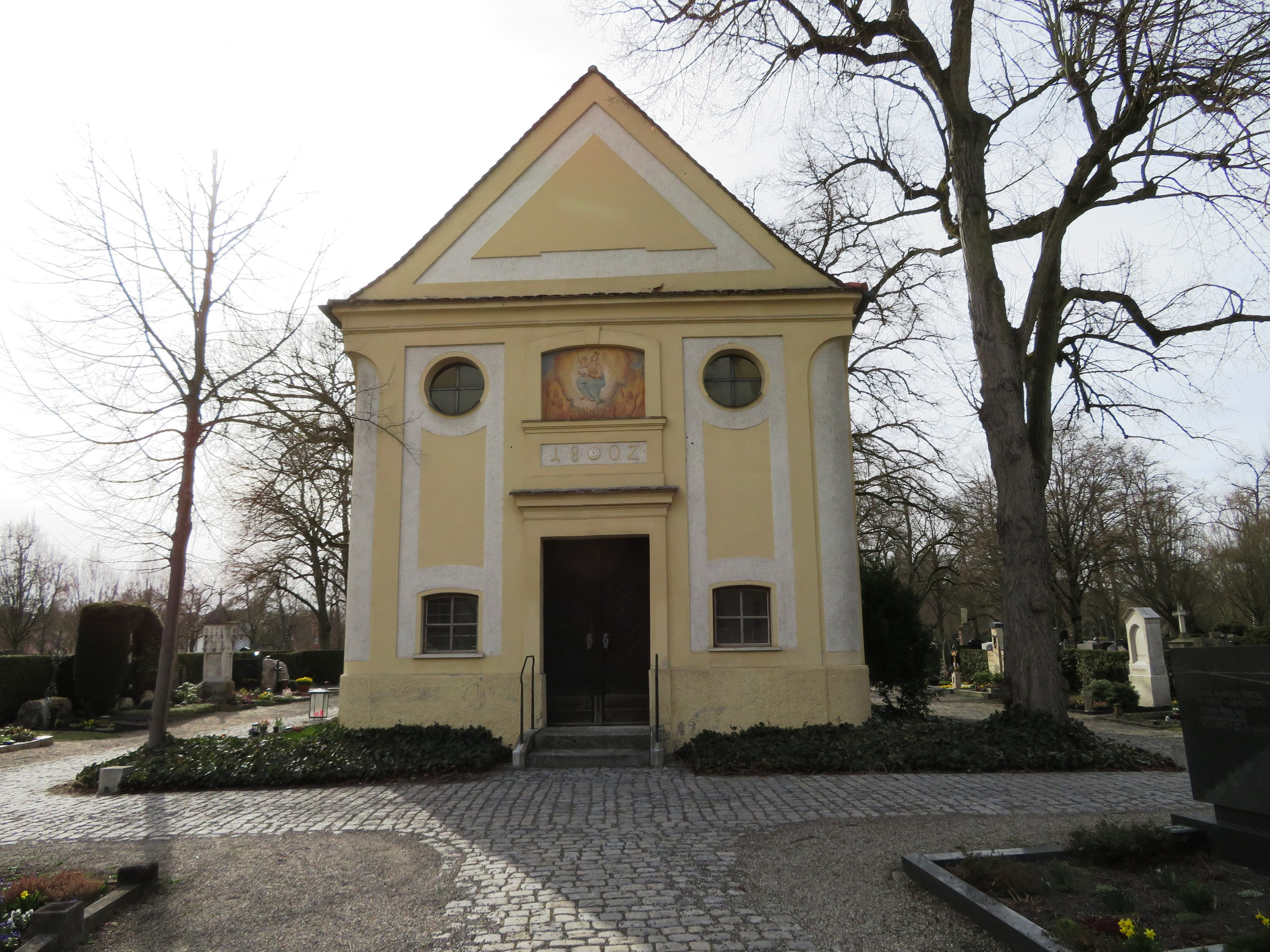
Ansicht von Osten

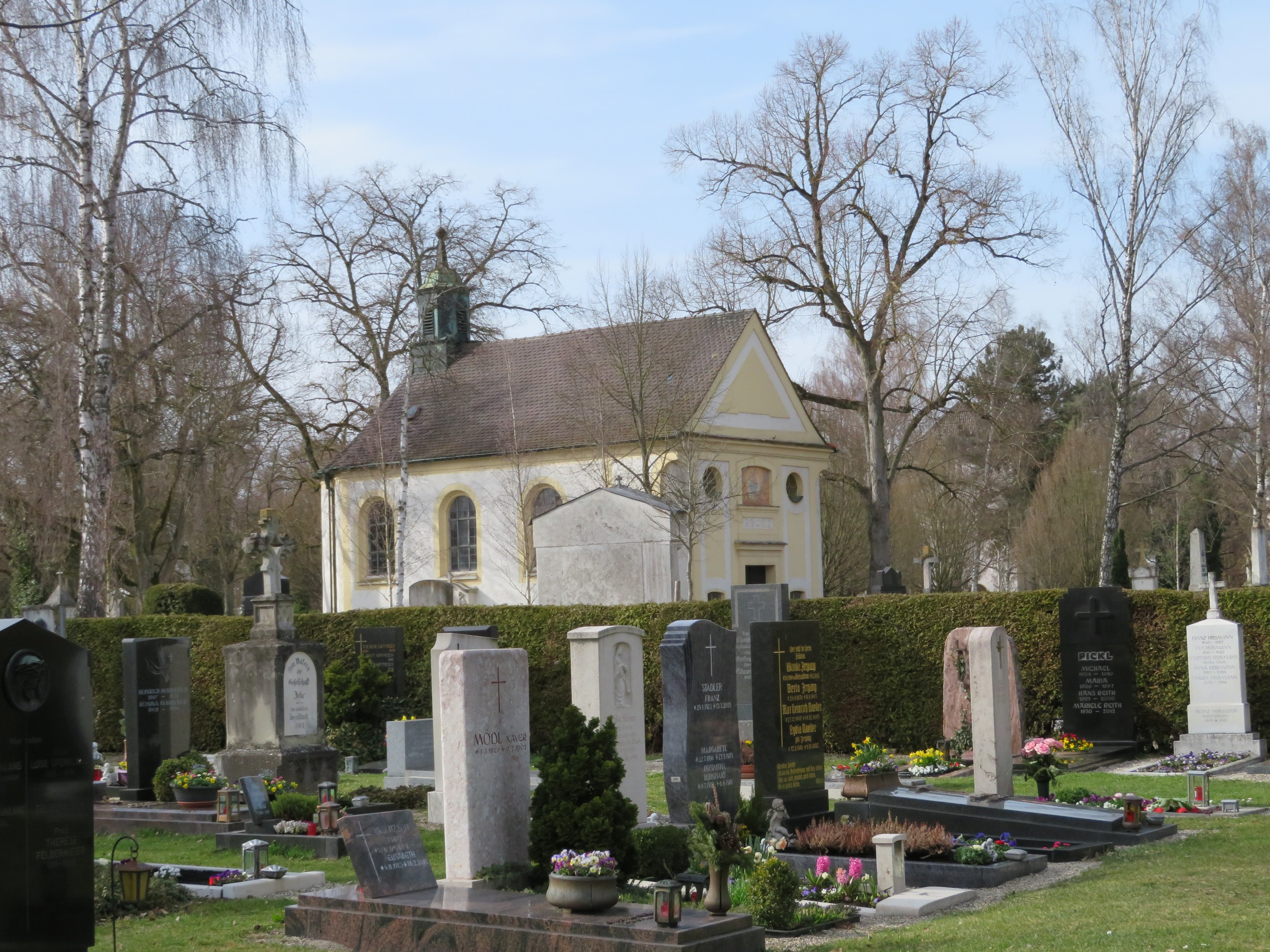
Ansicht von Südosten

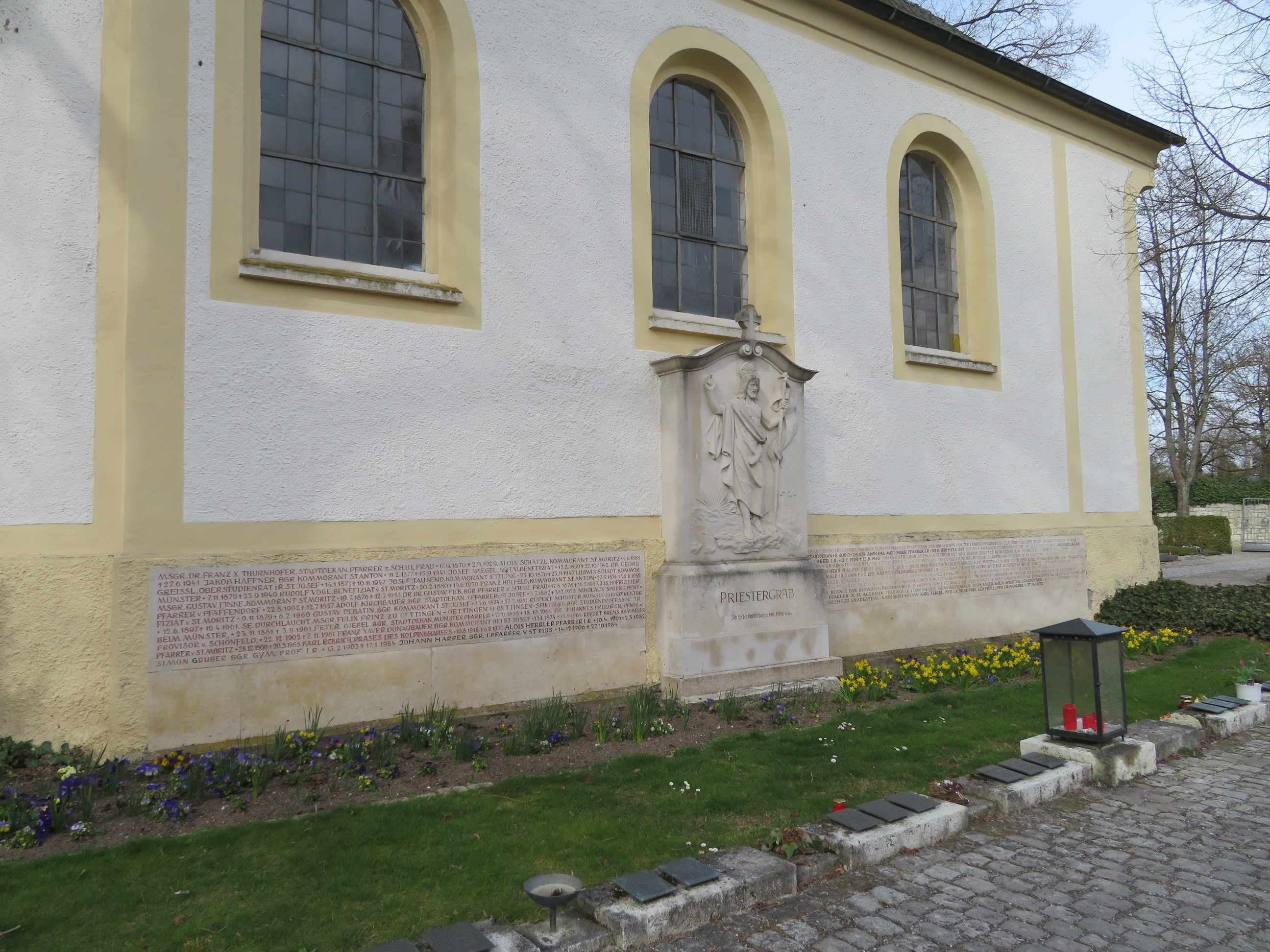
Priestergrab auf der Südseite

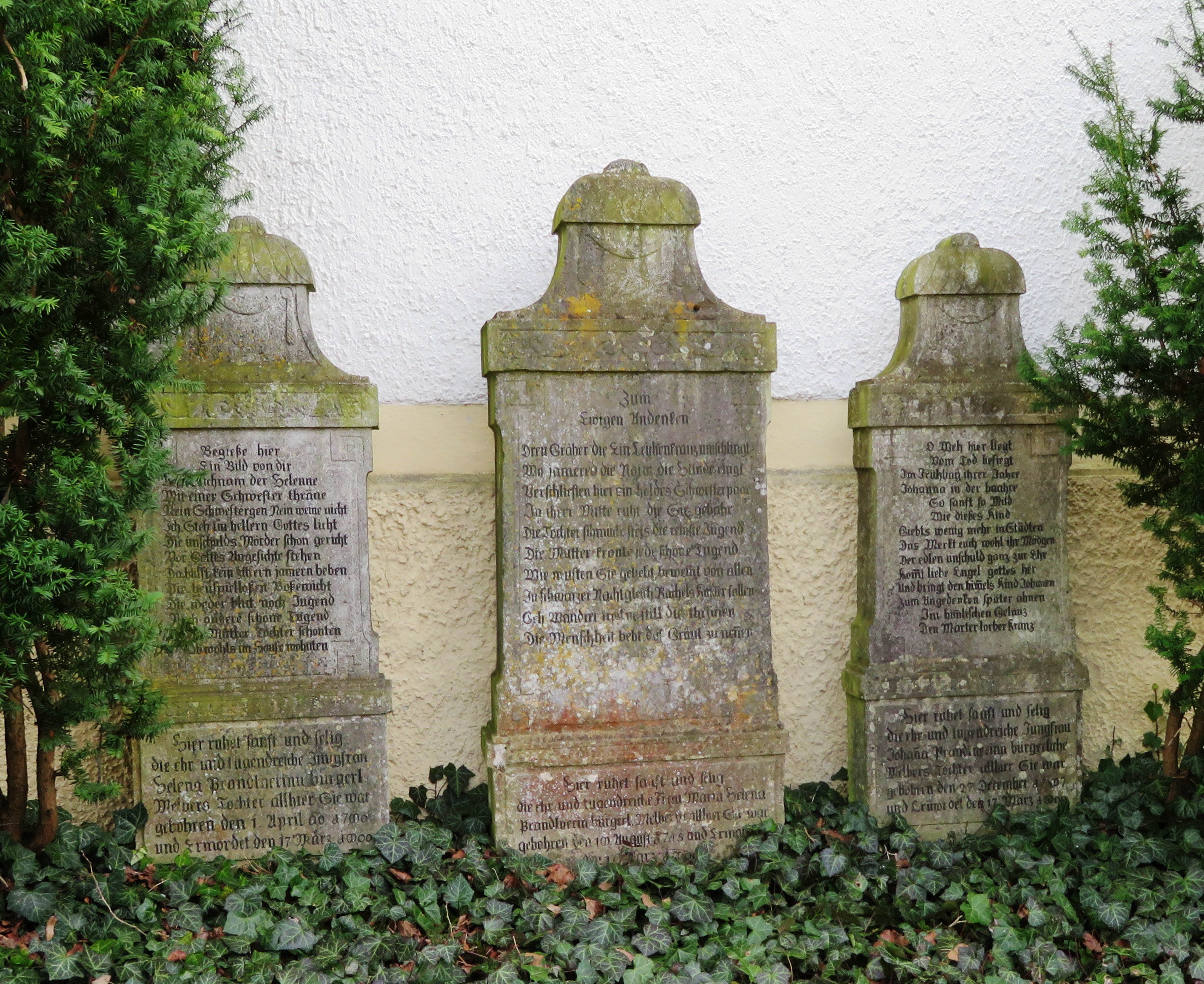
Gedenksteine für drei Mordopfer auf der Nordseite

Die Friedhofskapelle ist eine Kapelle auf dem denkmalgeschützten Westfriedhof in Ingolstadt.

## Geschichte
Die Friedhofskapelle stammt aus dem Jahr 1802 und ersetzte einen Vorgängerbau, das Kirchlein zum Heiligen Kreuz. Dieses wurde im Jahr 1800 von österreichischen Soldaten zerstört.
Gestiftet wurde die neue Kapelle von der Besitzerin des Schwabenbräu an der Theresienstraße, Walburga Geislmayr. Ein Gedenkstein im Inneren der Kapelle erinnert an die Stifterin. Im Baujahr der Kapelle erließ der Kurfürst Max IV. Joseph ein Beerdigungsverbot innerhalb der Städte, woraufhin zahlreiche Friedhöfe in Ingolstadt aufgelassen werden mussten. 1803 wurde daher der heutige Westfriedhof, der als Gottesacker vor dem Kreuztor geweiht worden war, als städtischer Simultanfriedhof für mehrere Konfessionen und als einziger Bestattungsort für Einwohner Ingolstadts eröffnet. Damals stand die Kapelle noch am Rand des Friedhofs; ihre nördliche Langseite flankierte die Straße nach Gerolfing. Erst 1925 wurde das Wegesystem des mehrmals erweiterten Westfriedhofs auf die Kapelle ausgerichtet, die damit zu einem zentralen Element der Anlage wurde.
Laut einem Beschluss der kurfürstlich-bayerischen Regierung von 1805 gehörte die Kapelle einst der Oberen und der Unteren Pfarr, die damit auch für den Unterhalt des Gebäudes zuständig gewesen wären. Als die Kapelle im Jahr 1906 renoviert werden musste, war dies aber in Vergessenheit geraten und die Stadt Ingolstadt bezahlte die Arbeiten. Nachdem im Nachhinein klar geworden war, dass die Stadt für den Erhalt des Gebäudes gar nicht verantwortlich gewesen wäre, wurde das bereits ausgegebene Geld als einmaliger Zuschuss deklariert.

## Beschreibung
Über dem Eingang auf der Ostseite des schlichten, verputzten Gebäudes mit kleinem westlichem Dachreiter befindet sich die Jahreszahl 1802 und darüber ein Fresko mit einer Darstellung des Fegefeuers. Auf dieser Seite des Gebäudes befinden sich zwei runde und darunter zwei quadratische Fenster. Der Eingang ist über zwei Stufen zu erreichen.
Der barocke Sieben-Zufluchten-Altar der Kapelle stammt aus dem Jahr 1777 und wurde wahrscheinlich aus der Jesuitenkirche übernommen, die heute nicht mehr existiert. Ergänzt wird der Altar durch ein Kreuzigungs- und ein Fegefeuerbild. An den Langseiten hängen jeweils sechs Darstellungen aus der Passion Christi unter drei Rundbogenfenstern.
Die Kapelle steht auf dem ältesten Teil des Ingolstädter Westfriedhofes; in ihrer Nähe befinden sich zahlreiche Gräber von angesehenen Ingolstädter Bürgern. Direkt an der südlichen Langseite der Kapelle liegen die Priestergräber, wohingegen an der Nordseite drei klassizistische Gedenksteine an die Opfer eines Mordes am 17. März 1800 erinnern.

## Gedenksteine für die Melbersfamilie
Die Gedenksteine an der Nordfassade sind der verwitweten Mehlhändlerin („Melberin“) Maria Helena Prandtner und deren beiden Töchtern Helena (* 1780) und Johanna (* 1787) gewidmet. Der mittlere, etwas höhere Grabstein trägt die Überschrift „Zum Ewigen Andenken“; alle drei Steine sind mit Gedichten beschriftet und tragen auf dem Sockel die Lebensdaten der Bestatteten, die jeweils mit den Worten „Ermordet den 17. März 1800“ enden. Auf Helena Prandtners Grabstein wird auf die näheren Umstände der Bluttat eingegangen: Die Mörder hätten weder Blut noch Jugend noch „andere schöne Tugend“ geschont, „Obwohls im Hause wohnten“, sie stünden allerdings auch bereits vor dem ewigen Richter. Das Gedicht auf dem mittleren Grabstein, der der Mutter gewidmet ist, ergänzt diese Informationen um die Tatzeit: Die drei Mordopfer seien „in schwarzer Nacht“ getötet worden. Das Gedicht auf dem Grabstein für die jüngere Tochter stellt vor allem das jugendliche Alter der Johanna Prandtner in den Vordergrund. Es beginnt mit den Versen
„O Weh hier liegt

Vom Tod besiegt

Im Frühling ihrer Jahre

Johanna in der baahre“
und endet mit
„Kommt liebe Engel gottes her

Und bringt dem himmels Kind Johannen

Zum angedenken später ahnen

Im himmlischen Gelanz

Den Marterlorberkranz“.
Das Verbrechen ereignete sich während der Napoleonischen Kriege. Damals lagen die Franzosen und die mit diesen verbündeten Österreicher vor Ingolstadt. Die beiden böhmischen Soldaten Theodor Luzian oder Luzius und Adam Hoferer hatten sich das Vertrauen der Melberin Prandtner erschlichen, die offenbar Angst vor Überfällen hatte und männlichen Schutz suchte. Helena Maria Prandtner und ihre Töchter wohnten „Auf der Lachen“, d. h. an der heutigen Beckerstraße.
Sie setzten sich, als sie am 17. März 1800 gegen 22 Uhr von Luzian/Luzius und Hoferer überfallen wurden, heftig zur Wehr, wurden aber überwältigt und laut den Juristen, die sich mit dem Mord zu befassen hatten, „grausam zugerichtet“.
Im Zuge des Kampfes verlor aber einer der beiden Soldaten seinen Stock, was die Polizei auf die richtige Spur führte: Die beiden Böhmen wurden gestellt und anhand ihrer blutbefleckten Kleidung überführt. Für den Mord an der Familie Prandtner wurden die beiden zum Tode verurteilt; die Hinrichtung, auf die das Gedicht auf dem linken Grabstein anspielt, fand am 9. Juni 1800 auf der Richtstätte vor dem Brückenkopf statt. Maria Helena Prandtner und ihre Töchter wurden zunächst auf dem Friedhof der Sebastianskirche bestattet, aber bald darauf auf den Westfriedhof umgebettet.